# ピーター・キャンベル・スカーレット
ピーター・キャンベル・スカーレット（Hon. Peter Campbell Scarlett CB、1804年11月27日 – 1881年7月15日）は、イギリスの外交官。アビンジャー男爵家の出身で、在ブラジル公使、在トスカーナ大公国公使、在ギリシャ公使、在メキシコ公使を歴任した。

## 生涯
初代アビンジャー男爵ジェームズ・スカーレットと1人目の妻ルイーザ・ヘンリエッタ（1829年3月8日没、ピーター・キャンベルの娘）の三男として、1804年11月27日にロンドンのスプリング・ガーデンズで生まれた。兄に第2代アビンジャー男爵ロバート・スカーレット、イギリス陸軍の軍人サー・ジェームズ・ヨーク・スカーレット、姉に初代ストラスイーデン女男爵メアリー・キャンベルがいる。
ロンドンのイースト・シーンにある私立学校、次いでイートン・カレッジで教育を受けた後、1822年6月19日にケンブリッジ大学トリニティ・カレッジ、21日にインナー・テンプルに入学した。インナー・テンプルは法曹界に進むための学校だったが、『英国人名事典』によれば、初代男爵はジョージ・カニングの説得を受けてピーター・キャンベルの進路を外交官に変えたという。
1825年10月10日、在コンスタンティノープル大使館のアタッシェに就任して在オスマン帝国公使ストラトフォード・カニングの部下になり、1828年6月1日に在パリ大使館に転じた。パリでは国王シャルル10世を退位させたフランス7月革命を目撃し、一時は革命側の市民に囚われた。1834年2月に在ブラジル大使館のアタッシェに任命され、同年8月2日にイングランドを発ってリオデジャネイロに向かった。南アメリカでは1835年から1836年にかけてパンパとアンデス山脈を探検し、そのときの経歴を『South America and the Pacific』（1838年、2巻）として出版した。しかし一時健康を害したことで帰国を余儀なくされた。
しばらくして回復したスカーレットは1844年4月3日に在フィレンツェ公使館書記官に任命され、在トスカーナ大公国公使の第4代ホランド男爵ヘンリー・フォックスの休暇中（1844年7月27日から10月10日まで、1845年12月8日から1846年2月27日まで）、およびホランドの退任後から次期公使サー・ジョージ・ハミルトンの到着まで（1846年6月7日から27日まで）臨時代理大使を務めた。ハミルトンが病気になったため、1847年4月5日にトスカーナ大公国との通商条約に署名した。さらにハミルトンが死去すると、1850年9月4日から1851年1月26日まで臨時代理大使を務めた。しかしハミルトンの後任であるリチャード・レイラ・シェイルも到着からわずか4か月で死去したため、スカーレットは1851年5月25日から1852年5月19日まで再度臨時代理大使を務めた。1854年9月21日、バス勲章コンパニオンを授与された。
1855年12月31日、在ブラジル特命全権公使に任命された。1856年2月23日、サリー州の副統監に任命された。
1858年12月13日、在トスカーナ大公国特命全権公使に任命された。しかしまもなくトスカーナがサルデーニャ王国に併合され、1861年にはイタリア王国が建国された。これにより在トスカーナ公使職が廃止され、スカーレットは一旦年金を受け取って引退した。
1862年6月12日、在ギリシャ特命全権公使に任命されて、アテネに赴任した。在任中にギリシャ王オソン1世が退位させられる事件が起こった。
1864年11月9日、在メキシコ特命全権公使に任命された。メキシコ第二帝政期の赴任であり、スカーレットは帝政の廃止を目の当たりにした。1867年10月11日、再度年金を受け取って引退した。
晩年、父に関する資料を収集し、1877年に『Materials for the Life of James Scarlett, Lord Abinger』として出版した。1881年7月15日、サリー州ドーキングにある自宅で死去した。

## 家族
1843年5月22日、フランシス・ソフィア・モスティン・ロマックス（Frances Sophia Mostyn Lomax、1824年 – 1849年9月27日、エドマンド・ロマックスの娘）と結婚、2男1女をもうけた。
- フローレンス（1844年3月20日[13] – 1915年12月21日） - 1867年3月5日、第2代準男爵サー・ジョン・ウォルシャム（英語版）と結婚、子供あり[1]
- ローレンス・ピーター・キャンベル（1846年1月1日 – 1847年10月16日[13]）
- レオポルド・ジェームズ・ヨーク・キャンベル（1847年9月9日 – 1888年10月21日） - 1871年2月16日、ボッシー・フローレンス・ギブソン（Bossie Florence Gibson、エドワード・ギブソンの娘）と結婚、子供あり。第5代アビンジャー男爵シェリー・スカーレット（英語版）、第6代アビンジャー男爵ロバート・スカーレット（英語版）、第7代アビンジャー男爵ヒュー・スカーレット（英語版）の父[1]

1873年12月27日、ルイーザ・アン・マレー（Louisa Anne Murray、1900年3月19日没、クリングルティー卿ジェームズ・ウルフ・マレーの娘）と再婚したが、2人の間に子供はいなかった。

## 著作
- South America and the Pacific（1838年、2巻、ロンドン）
- Materials for the Life of James Scarlett, Lord Abinger（1877年、ロンドン）